# Олімпійський комітет Швеції
Олімпійський комітет Швеції (швед. Sveriges Olympiska Kommitté) — організація, що представляє Швецію у міжнародному олімпійському русі. Заснована та зареєстрована у МОК 1913 року.
Штаб-квартира розташована у Стокгольмі. Є членом МОК, ЄОК та інших міжнародних спортивних організацій. Здійснює діяльність по розвитку спорту в Швеції.

## Олімпійські ігри у Швеції
Швеція була удостоєна права проведення літньої Олімпіади 1912 року у Стокгольмі.